# Strade Bianche femminile 2024
Strade Bianche femminile 2024 war die 10. Austragung dieses Straßenrennens für Frauen. Das Rennen fand am 2. März vor dem Männer-Rennen statt und war Teil der UCI Women’s WorldTour 2024.

## Teilnehmende Mannschaften
| UCI Women's WorldTeams (14)- AG Insurance-Soudal Team - Canyon-SRAM Racing - Ceratizit-WNT Pro Cycling - FDJ-Suez - Fenix-Deceuninck - Human Powered Health - Lidl-Trek - Liv AlUla Jayco - Movistar Team - Team DSM-Firmenich PostNL - SD Worx-Protime - Team Visma \| Lease a Bike - UAE Team ADQ - Uno-X Mobility UCI Women's Continental Teams (10)- Aromitalia-3T-Vaiano - BTC City Ljubljana Zhiraf Ambedo - Bepink-Bongioanni - Cofidis - EF Education-Cannondale - Isolmant-Premac-Vittoria - Laboral Kutxa-Fundacion Euskadi - Team Mendelspeck Ge-Man - Tashkent City Women Professional Cycling Team - Top Girls Fassa Bortolo |
| |

## Streckenführung
Start und Ziel des Rennens war Siena. Die Strecke führte über 137 km durch die hüglige Toskana, davon fast 40 km auf Schotterstraßen. Gegenüber dem Vorjahr wurde das Finale erheblich verändert. Der lange Übergang von San Martino in Grania nach Monteaperti wurde um 20 Kilometer verkürzt, dafür wurde nach dem Anstieg von Le Tolfe eine ebenso lange Schlussrunde eingefügt. Auf dieser wurden die neuen Schotterabschnitte von Castagno und Montechiaro sowie erneut Colle Pinzuto und Le Tolfe befahren. Danach ging es wie zuvor nach Siena, dessen Altstadt durch die Porta Fontebranda erreicht wurde. Auf dem Weg zur Piazza del Campo galt es noch die Via Santa Caterina mit 16 % Steigung zu erklimmen.
| #  | Sektor                | km vom Ziel | Länge (in km) |
| -- | --------------------- | ----------- | ------------- |
| 1  | Vidritta              | 123,0       | 2,1           |
| 2  | Bagnaia               | 115,7       | 5,8           |
| 3  | Radi                  | 103,6       | 4,4           |
| 4  | La Piana              | 92,9        | 6,4           |
| 5  | San Martino in Grania | 76,3        | 9,5           |
| 6  | Monteaperti           | 53,7        | 0,6           |
| 7  | Colle Pinzuto         | 49,3        | 2,4           |
| 8  | Le Tolfe              | 43,1        | 1,1           |
| 9  | Castagno              | 39,6        | 0,7           |
| 10 | Montechiaro           | 25,2        | 3,3           |
| 11 | Colle Pinzuto         | 19,1        | 2,4           |
| 12 | Le Tolfe              | 12,8        | 1,1           |

## Rennverlauf und Ergebnis
Auf dem Sektor von Monteaperti bildete sich eine 11-köpfige Ausreißergruppe. Sie gewannen etwas über eine Minute Vorsprung, bis Weltmeisterin Lotte Kopecky auf der ersten Passage von Le Tolfe das Tempo erhöhte. Es bildete sich eine etwa 20-köpfige Verfolgergruppe mit den meisten Favoritinnen. In der Spitzengruppe stürzte Mischa Bredewold in der Abfahrt hinter Castagno. Andere Fahrerinnen mussten abbremsen oder stürzten ebenfalls, wodurch die Gruppe gesprengt wurde; Riejanne Markus, Alena Amialiusik und Amber Kraak blieben zu dritt in Front. In der Verfolgergruppe hatte Lidl-Trek vier Fahrerinnen und machte das Tempo, so dass das Spitzentrio 20 Kilometer vor dem Ziel eingeholt wurde.
Eine Reihe von Attacken auf Colle Pinzuto und danach blieben ohne sichtbares Ergebnis, eine Gruppe von 20 Fahrerinnen erreichte geschlossen den letzten Schotterabschnitt von Le Tolfe. Hier griff Katarzyna Niewiadoma an und zog Lotte Kopecky und Demi Vollering (beide SD Worx) sowie Elisa Longo Borghini und Shirin van Anrooij (beide Lidl-Trek) mit sich. Einer Gegenattacke von Kopecky 10 Kilometer vor dem Ziel konnte nur Longo Borghini folgen, und die beiden fuhren zusammen bis nach Siena. Auf der Via Santa Caterina erwies sich Kopecky als die stärkere und gewann das Rennen nach 2022 zum zweiten Mal.
| \| Gesamtwertung \| Gesamtwertung \| Gesamtwertung \| Gesamtwertung \| Gesamtwertung \| \| Fahrerin \| Fahrerin \| Land \| Team \| Zeit \| \| ------------- \| -------------------- \| ------------------ \| -------------------------- \| --------------- \| \| 1. \| Lotte Kopecky \| Belgien \| SD Worx-Protime \| 3 h 55 min 43 s \| \| 2. \| Elisa Longo Borghini \| Italien \| Lidl-Trek \| + 4 s \| \| 3. \| Demi Vollering \| Niederlande \| SD Worx-Protime \| + 26 s \| \| 4. \| Katarzyna Niewiadoma \| Polen \| Canyon-SRAM Racing \| + 26 s \| \| 5. \| Shirin van Anrooij \| Niederlande \| Lidl-Trek \| + 40 s \| \| 6. \| Kristen Faulkner \| Vereinigte Staaten \| EF Education-Cannondale \| + 41 s \| \| 7. \| Riejanne Markus \| Niederlande \| Team Visma \\| Lease a Bike \| + 1 min 01 s \| \| 8. \| Elise Chabbey \| Schweiz \| Canyon-SRAM Racing \| + 1 min 54 s \| \| 9. \| Marianne Vos \| Niederlande \| Team Visma \\| Lease a Bike \| + 1 min 54 s \| \| 10. \| Évita Muzic \| Frankreich \| FDJ-Suez \| + 1 min 54 s \| |                      |                    |                            |                 |
| |                      |                    |                            |                 |
| Quelle: ProCyclingStats |                      |                    |                            |                 |
| Gesamtwertung |                      |                    |                            |                 |
| Fahrerin | Fahrerin             | Land               | Team                       | Zeit            |
| 1. | Lotte Kopecky        | Belgien            | SD Worx-Protime            | 3 h 55 min 43 s |
| 2. | Elisa Longo Borghini | Italien            | Lidl-Trek                  | + 4 s           |
| 3. | Demi Vollering       | Niederlande        | SD Worx-Protime            | + 26 s          |
| 4. | Katarzyna Niewiadoma | Polen              | Canyon-SRAM Racing         | + 26 s          |
| 5. | Shirin van Anrooij   | Niederlande        | Lidl-Trek                  | + 40 s          |
| 6. | Kristen Faulkner     | Vereinigte Staaten | EF Education-Cannondale    | + 41 s          |
| 7. | Riejanne Markus      | Niederlande        | Team Visma \| Lease a Bike | + 1 min 01 s    |
| 8. | Elise Chabbey        | Schweiz            | Canyon-SRAM Racing         | + 1 min 54 s    |
| 9. | Marianne Vos         | Niederlande        | Team Visma \| Lease a Bike | + 1 min 54 s    |
| 10. | Évita Muzic          | Frankreich         | FDJ-Suez                   | + 1 min 54 s    |